# Gabriel Paris
Pour les articles homonymes, voir Paris (homonymie).
 (mars 2011).
Si vous disposez d'ouvrages ou d'articles de référence ou si vous connaissez des sites web de qualité traitant du thème abordé ici, merci de compléter l'article en donnant les références utiles à sa vérifiabilité et en les liant à la section « Notes et références ».
Gabriel Paris, né à Alès le 25 mai 1924 et mort à Paris (18e arrondissement) le 31 janvier 2000, est un artiste peintre et décorateur de cinéma français.

## Biographie
Après des études d’architecture à l'École des beaux-arts de Paris, il entre sur concours à l'Institut des Hautes Études Cinématographiques. Diplômé en 1949, architecte décorateur, il est d’abord assistant décorateur de Pimenof, Alexandre Trauner et Max Douy, puis, à partir de 1961, décorateur pour la télévision et pour le cinéma.  Il est notamment chef-décorateur de la série télévisée Vidocq et assistant-décorateur du film Du rififi chez les hommes (1954). Il travaille également sous la direction de Raymond Gabutti notamment pour la série télévisée Belle et Sébastien.
À partir de 1950, il se consacre à la peinture parallèlement à son activité de décorateur, jusqu’en 1968 où il s’engage dans les événements de mai à Paris. Par la suite, il se consacre exclusivement à son œuvre, partageant son temps entre son atelier de Paris dans la cité Montmartre-aux-artistes et son « Atelier de l’Olivette » à Lodève dans l'Hérault, installé dans une ancienne usine.

## Œuvre
Fondateur de la « Jeune Estampe » avec Krol, Mario Avati, Siméon, il subit d’abord l’influence du surréalisme, puis du peintre Seurat et enfin de l’expressionnisme. Selon Robert Aries, « sa peinture est dans l’esprit des peintres de tradition française : François Desnoyer, Charles Lapicque et Édouard Pignon ».
Dessins, peintures et gouaches témoignent de sa présence dans le siècle et évoluent avec lui. Éditeur de nombreuses lithographies et sérigraphies, il traite tout le long de sa vie de nombreux thèmes de la société de l’époque, faisant de lui un peintre engagé tout en continuant à peindre sur toiles paysages hauts en couleur, ports et natures mortes. 
Selon Jean-Jacques Lévêque, historien d'art « On est là dans l'héritage du fauvisme, de l'expressionnisme, un peintre d'accent, de verve et de saveur… »
Également poète, fasciné par les enluminures du Moyen Âge, il se passionne pour la calligraphie et réalise des livres d’art à compte d’auteur. Il illustre ainsi, à partir de 1961, les textes de ses amis poètes (René Witold, Olivier Kerneis) ; les poèmes Exercices de style puis Il pleut (en 1978) de Raymond Queneau, de Stéphane Mallarmé (Les Fleurs), des poèmes médiévaux (Curieux Temps d’Aimer), et un ouvrage grand format sur la tauromachie (1965-1967) comportant lithographies, linogravures, eaux fortes et burins sur des textes de Michel Leiris.